# Datong (socken i Kina, Sichuan, lat 26,99, long 102,84)
Datong (kinesiska: 大同乡, 大同) är en socken i Kina. Den ligger i provinsen Sichuan, i den sydvästra delen av landet, omkring 430 kilometer söder om provinshuvudstaden Chengdu.
Genomsnittlig årsnederbörd är 1 047 millimeter. Den regnigaste månaden är juli, med i genomsnitt 266 mm nederbörd, och den torraste är januari, med 4 mm nederbörd.